# Desa Talagasari (administrativ by i Indonesien, Jawa Barat, lat -7,18, long 108,33)
Desa Talagasari är en administrativ by i Indonesien.   Den ligger i provinsen Jawa Barat, i den västra delen av landet, 200 km sydost om huvudstaden Jakarta.